# Eriocephalus pauperrimus
Eriocephalus pauperrimus là một loài thực vật có hoa trong họ Cúc. Loài này được Merxm. & Eberle mô tả khoa học đầu tiên năm 1957.